# Robert Svensson
Robert Svensson (* 28. Dezember 1983 in Trollhättan) ist ein ehemaliger schwedischer Tischtennisspieler.

## Turnierergebnisse
| Verband | Veranstaltung               | Jahr | Ort            | Land | Einzel     | Doppel        | Mixed         | Team |
| ------- | --------------------------- | ---- | -------------- | ---- | ---------- | ------------- | ------------- | ---- |
| SWE     | Weltmeisterschaft           | 2012 | Dortmund       | GER  |            |               |               | 6    |
| SWE     | Weltmeisterschaft           | 2011 | Rotterdam      | NED  | letzte 32  | letzte 32     |               |      |
| SWE     | Weltmeisterschaft           | 2010 | Moskau         | RUS  |            |               |               | 11   |
| SWE     | Weltmeisterschaft           | 2009 | Yokohama       | JPN  | letzte 64  | letzte 16     |               |      |
| SWE     | Weltmeisterschaft           | 2008 | Guangzhou      | CHN  |            |               |               | 17   |
| SWE     | Weltmeisterschaft           | 2007 | Zagreb         | CRO  | letzte 64  | letzte 16     | letzte 128    |      |
| SWE     | Weltmeisterschaft           | 2006 | Bremen         | GER  |            |               |               | 10   |
| SWE     | Europameisterschaft         | 2012 | Herning        | DEN  | Qual.      | Qual.         |               |      |
| SWE     | Europameisterschaft         | 2011 | Danzig         | POL  | letzte 128 | letzte 16     |               | 2    |
| SWE     | Europameisterschaft         | 2010 | Ostrava        | CZE  | letzte 32  | Viertelfinale |               | 6    |
| SWE     | Europameisterschaft         | 2009 | Stuttgart      | GER  | letzte 32  | letzte 64     |               | 8    |
| SWE     | Europameisterschaft         | 2008 | St. Petersburg | RUS  | letzte 32  | Halbfinale    |               | 5    |
| SWE     | Europameisterschaft         | 2007 | Belgrad        | SRB  | letzte 32  | letzte 64     | letzte 64     |      |
| SWE     | Pro Tour Grand Finals       | 2006 | Hongkong       | HKG  |            | Viertelfinale |               |      |
| SWE     | Pro Tour                    | 2011 | Wladyslawowo   | POL  |            | Gold          |               |      |
| SWE     | Jugend-Weltmeisterschaft    | 2001 | Terni          | ITA  |            | Gold          |               |      |
| SWE     | Jugend-Europameisterschaft  | 2000 | Bratislava     | SVK  |            |               |               | 4    |
| SWE     | Schüler-Europameisterschaft | 1998 | Norcia         | ITA  |            |               | Viertelfinale | 7    |
| SWE     | Jugend TOP 10               | 2001 | Cardiff        | WAL  | Gold       |               |               |      |

## Bisherige Vereine
Svensson spielte in seiner aktiven Karriere in einigen nationalen und internationalen Vereinen:
- (–2007): Eslovs Al Bordtennis
- (2007–2008): SV Plüderhausen
- (2008–2013): TTC RhönSprudel Fulda-Maberzell
- 2014: Eslov (Schweden)